# Tsepo Masilela
Peter Tsepo Masilela (Witbank, 5. svibnja 1985.) bivši je južnoafrički nogometaš.